# Morey-Saint-Denis
Morey-Saint-Denis – miejscowość i gmina we Francji, w regionie Burgundia-Franche-Comté, w departamencie Côte-d’Or.
Według danych na rok 1990 gminę zamieszkiwało 639 osób, a gęstość zaludnienia wynosiła 82 osoby/km² (wśród 2044 gmin Burgundii Morey-Saint-Denis plasuje się na 371. miejscu pod względem liczby ludności, natomiast pod względem powierzchni na miejscu 1058.).